# Dry farming
Dry farming o Dry-Farming (palabras inglesas con que se indica la agricultura  en sitios con períodos secos)  conjunto de técnicas agrícolas que se suele traducir al español como "granja en terreno seco"; tales técnicas permiten el cultivo en terrenos subáridos sin necesidad de un importante sistema de regadío ya que sigue el principio del barbecho labrado.
Para el Dry-Farming es requisito la preparación del terreno para que pueda absorber todas las precipitaciones (pluviales y nivales), esto implica -por ejemplo- roturaciones; también se provoca una ruptura de la capilaridad hídrica del suelo ya que de este modo se retarda la evaporación y se retiene la humedad lo cual suele aumentar la presencia de materia orgánica en el suelo así laborado. La retención de humedad permite -generalmente al año siguiente- el cultivo de las plantas -el Dry-Farming se ha dedicado principalmente a cereales. La alternancia o rotación de los cultivos suele ser bienal ya con el barbecho labrado.
El Dry-Farming se debió en gran medida a la primera gran revolución industrial ya que esta revolución industrial desde el siglo XVIII proveyó de la maquinaria agrícola que hizo factible el dry-farming a escala masiva.
El uso del Dry-Farming planteó una verdadera revolución agrícola en la segunda mitad del siglo XIX al hacer factible el cultivo a escala industrial de suelos hasta entonces considerados estériles; por este mismo motivo se amplió enormemente la frontera agrícola del mundo incorporando zonas de las Praderas norteamericanas (Medio Oeste de Estados Unidos y centro sur de Canadá), las Pampas de Argentina, las llanuras del sudeste de Australia etc.
Tal ampliación de la frontera agrícola por su parte supuso enormes migraciones de seres humanos como mano de obra agrícola principalmente de los países entonces pauperizados de ciertas zonas de Europa hacia las nuevas regiones de cultivo.